# Île-d'Arz
Île-d'Arz is de gemeente van en het enige dorp op het eiland Île d'Arz in de Golf van Morbihan, in Frankrijk.
De kerk Nativité de Notre-Dame werd gebouwd tussen de zestiende en de zeventiende eeuw.

## Geografie
De Golf van Morbihan ligt in het zuiden van Bretagne en heeft een opening naar de Golf van Biskaje. Het eiland Île d'Arz ligt naast het Île aux Moines, in de Golf van Morbihan.
De onderstaande kaart toont de ligging van Île-d'Arz met de belangrijkste infrastructuur en aangrenzende gemeenten.

## Demografie
Onderstaande figuur toont het verloop van het inwonertal, bron: INSEE-tellingen.